# هلن آلدرسون
هلن آلدرسون (انگلیسی: Helen Alderson؛ زادهٔ ۷ مهٔ ۱۹۸۹) بازیکن سابق فوتبال اهل انگلستان است که برای ساندرلند بازی کرد.